# Stan Steinbichler

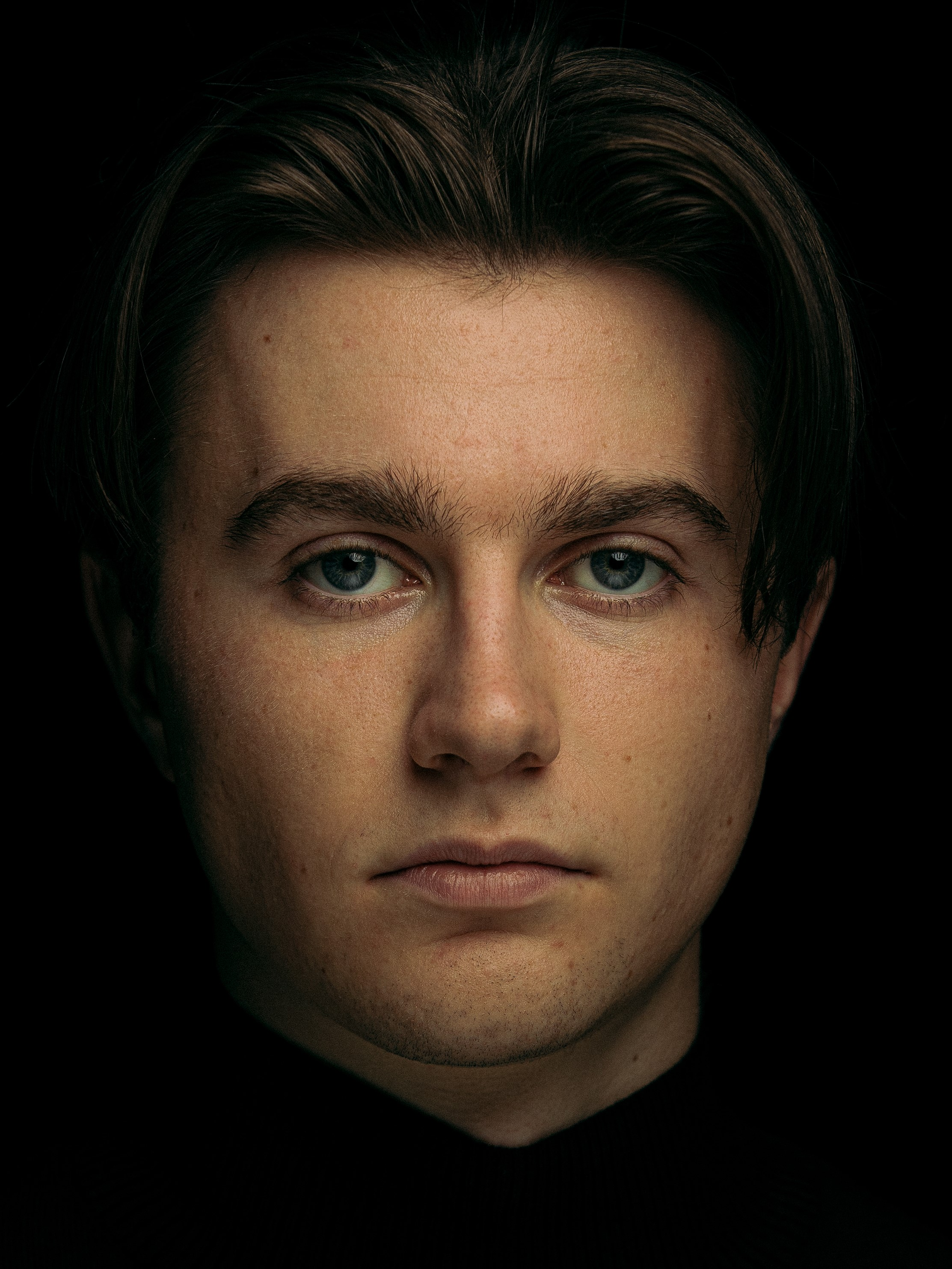
Stan Steinbichler

Stanislaus Steinbichler (* 9. Jänner 2002 in Salzburg) ist ein österreichischer Filmschauspieler.

## Leben
Geboren in Salzburg übersiedelte Steinbichler als Zweijähriger mit seinen Eltern nach Baden. Seine Kindheit verbrachte er abwechselnd in Baden bei Wien, Bad Aussee und Fortaleza (BR). Neben seiner deutschen Muttersprache spricht er fließend brasilianisches Portugiesisch, Spanisch und Englisch. 2020 schloss er die Danube International School mit dem IB ab.
Mit fünf Jahren nahm er an Schauspielkursen teil und wurde später Mitglied des Wiener Kindertheater unter der Leitung von Silvia Rotter. Für ein Jahr war er im Ensemble des Kinderchores der Wiener Volksoper. Sein Bühnendebüt gab er im Jahre 2011 in der Kinderoper Pollicino von Hans Werner Henze im Stadttheater Baden unter der Regie von Christa Ertl. Dort spielte er in weiteren Operetten und Musicals, z. B. 2012 Gräfin Mariza (Dorfkind, Chor), 2015 Der fidele Bauer (Vincent) und 2016 Jekyll & Hyde (Zeitungsjunge), Regie Thomas Enzinger.
Im ORF-Kinderfernsehens  übernahm er früh verschiedene Haupt- und Nebenrollen in den Serien Franz Ferdinand, Tom Turbo, Schmatzo und Knall Genial verkörperte. Nebenbei besuchte er Camera-Acting-Kurse für Kinder. Ab 2015 besuchte er die 1 st filmacademy Vienna und seit 2016 arbeitet er mit seinem Coach und Mentor Morteza Tavakoli.
Erste Rollen bei Film und Fernsehen waren z. B. im Kinofilm Siebzehn unter der Regie von Monja Art oder als Emil Tischbein in Kästner und der kleine Dienstag (Regie Wolfgang Murnberger). 2017 verkörperte er als Jan Fuchs eine Hauptrolle in der Episode „Herz aus Stein“ der Serie SOKO Donau. Es folgten diverse Haupt- und Nebenrollen in österreichisch/deutschen Krimi- und Fernsehserien. 2019 spielt er in Vienna Blood, der englischsprachigen Verfilmung der Liebermann Papers von Frank Tallis, an der Seite von Matthew Beard (The Imitation Game – Ein streng geheimes Leben) als Stefan Wolf eine Hauptrolle in der Episode The lost child (Regie: Umut Dağ).
Seit 2019 lebt er teilweise in Großbritannien, wo er die durchgehende Serienrolle des Nico Haas in der Netflix-Serie „Zero Chill“ unter der Regie von Angelo Abela und Tessa Hoffe übernahm.
2021 stand er unter anderem als Mitteregger im Kinofilm „Der Fuchs“ unter der Regie von Adrian Goiginger vor der Kamera. 
Im Jahr 2023 übernahm er die Hauptrolle des schizophrenen Issac im Kinofilm Dirty Boy, der seine Unschuld an einer Reihe von Ritualmorden beweisen muss. Graham McDavish und Susie Porter stellen die brutalen Sektenführer dar.

## Filmografie (Auswahl)
- 2016: Kästner und der kleine Dienstag
- 2017: Siebzehn
- 2017: Trakehnerblut – Das Vermächtnis 2
- 2018, 2021, 2023: SOKO Donau – Herz aus Stein, Alter Ego, Das Grab[5]
- 2019: Vienna Blood – Der verlorene Sohn[6]
- 2019: Blind ermittelt – Das Haus der Lügen[7]
- 2019: Der Bergdoktor[8]
- 2021: SOKO Kitzbühel – Home Invasion
- 2021: Landkrimi – Flammenmädchen
- 2021: Zero Chill (Netflix-Serie[9])
- 2021: Familiensache ORF Folge 2
- 2021: Die Toten von Salzburg – Vergeltung[10]
- 2022: Eismayer
- 2022: Der Fuchs
- 2023: Dirty Boy[11]
- 2025: SOKO Donau/SOKO Wien – Waldesruh (Fernsehserie)